# オーブ県
オーブ県 (オーブけん、Aube) は、フランスのグラン・テスト地域圏の県である。名称はオーブ川に由来する。

## 地理

自然上、歴史的な県の区分

オーブ県は地域圏の南西部に位置する。県は、自然上の区分、歴史的な区分から以下の地方に分けることができる。
- 北西部 - シャンパーニュ・クレユーズ地方
- 北西端 - ノジャンテ地方
- トロワの南西 - オット地方
- 県南部 - ル・シャウルソワ地方
- 北東部 - ブリエノワ地方
- 東部 - バロワ地方
- トロワとバロワ地方の間 - シャンパーニュ・ユミド地方

23の河川が県内を流れている。主要な4つの河川はセーヌ川、オーブ川（セーヌの支流）、アルマンス川、ヴァンヌ川である。
県内の森林面積は14万ヘクタールである.。
フォレ・ドリアン地域圏自然公園は、フランスで最初に設置された自然公園である。オリアン湖、アマンス・エ・デュ・タンプル湖では、釣り、ウォータースポーツ、水泳が楽しめる。

### 気候
オーブ県は、極端な寒さや極端な暑さのない穏やかな気候である。これは大陸性気候と海洋性気候を表している。1950年から1985年までの県の年間平均気温は10.1℃であった。パリ盆地やフランス北東部のコミューンと同等の気温である。年間の日照時間数は1771時間である。
年間降水量はかなり豊富である（平均降水量653.4mmの日が年間115日ある）。一般的には秋と冬に降水量が多い。しかし降雨量は春の間が最も多い。夏は最も降水量が少ない季節である。県南東部は、雨の多い県北西部に大して非常に敏感である。
降雪は比較的少ない。風は主に西からの風である。

## 歴史
1790年1月15日の国民議会によるデクレで公式に新たな県として発足した。19世紀にはニットウェア産業が出現し、成長した。
ワーテルローの戦いで第七次対仏大同盟が勝利すると、1815年6月から1818年11月までロシア軍が占領していた。
1911年、シャンパーニュ・ブドウ騒動は、県最大の暴動となった。衝突による負傷者が数十人にのぼり、この悲惨な事件の結末は悲劇的であった。1919年、デクレにより、オーブ県においてシャンパンの製造が初めて可能となった。

## 経済
オーブ県の経済は19世紀以降繊維産業に焦点が当てられた。この部門は県内で危機を迎え、実質的に経済は移行している。
オーブ県は雇用において女性比率が大幅に高い。実際のところ、労働者の半数近くが女性である。この女性比率の大きな影響を受けている業種は、貿易、運輸、繊維、公共サービス、教育、医療である。しかし失業においては、女性は男性よりも影響を強く受けやすい。これは主に繊維分野でのレイオフによるものである。

### 農業
農業振興地域の面積は県内で379,720ヘクタールである。オーブ県で最も多く生産されているのは麻であり、第2位はシャンパン、シュークルート用キャベツ、医療用のケシ、ムラサキウマゴヤシ、第6位はジャガイモ、第8位は穀物、第9位はビートである。
オーブではシュークルート用キャベツの生産量がバ＝ラン県に次いで国内第2位で、全国生産の二割を占めている。毎年シュークルート祭りがブリエンヌ＝ル＝シャトーで開催されている · 。

### 商業
フランス革命に端を発する営業規制など、県独自の法律により商業活動には一定の制限が加えられている。パン屋の例では、1994年に1週間1日以上休息日を設けなければならないとする法律が成立。2017年のバカンスシーズンに、これを破って営業を続けたパン屋には3000ユーロの罰金が科せられている。

## 人口統計
| 1801年  | 1831年  | 1841年  | 1851年  | 1856年  | 1861年  | 1866年  |
| ------- | ------- | ------- | ------- | ------- | ------- | ------- |
| 231,455 | 246,361 | 258,180 | 265,247 | 261,673 | 262,785 | 261,951 |
| 1872年  | 1876年  | 1881年  | 1886年  | 1891年  | 1896年  | 1901年  |
| 255,687 | 255,217 | 255,326 | 257,374 | 255,548 | 251,435 | 246,163 |
| 1906年  | 1911年  | 1921年  | 1926年  | 1931年  | 1936年  | 1946年  |
| 243,670 | 241,036 | 227,839 | 238,253 | 242,596 | 239,563 | 235,237 |
| 1954年  | 1962年  | 1968年  | 1975年  | 1982年  | 1990年  | 1999年  |
| 240,797 | 255,099 | 270,325 | 284,823 | 289,300 | 289,207 | 292,131 |
| 2006年  | 2007年  |         |         |         |         |         |
| 299,704 | 300,837 |         |         |         |         |         |

参照元:SPLAFおよび2006年はINSEE、2007年もINSEE。

## コミューン
オーブ県には433のコミューンがあり、約303,000人が暮らす。人口が3000人を超えるのは13のコミューンである。
| 順位 | コミューン                             | 人口 (2011) |
| ---- | -------------------------------------- | ----------- |
| 1    | トロワ                                 | 60,013      |
| 2    | ロミイー＝シュル＝セーヌ（fr）         | 13,673      |
| 3    | ラ・シャペル＝サン＝リュック（fr）     | 12,716      |
| 4    | サンタンドレ＝レ＝ヴェルジェール（fr） | 11,356      |
| 5    | サント＝サヴィーヌ（fr）               | 10,178      |
| 6    | サン＝ジュリアン＝レ＝ヴィラ（fr）     | 6,887       |
| 7    | ノジャン＝シュル＝セーヌ               | 6,028       |
| 8    | バール＝シュル＝オーブ                 | 5,214       |
| 9    | ポン＝サント＝マリー                   | 4,844       |
| 10   | ロジエール＝プレ＝トロワ（fr）         | 3,533       |
| 11   | バール＝シュル＝セーヌ（fr）           | 3,203       |
| 12   | レ・ノエ＝プレ＝トロワ（fr）           | 3,194       |
| 13   | ブリエンヌ＝ル＝シャトー（fr）         | 3,024       |

## ギャラリー

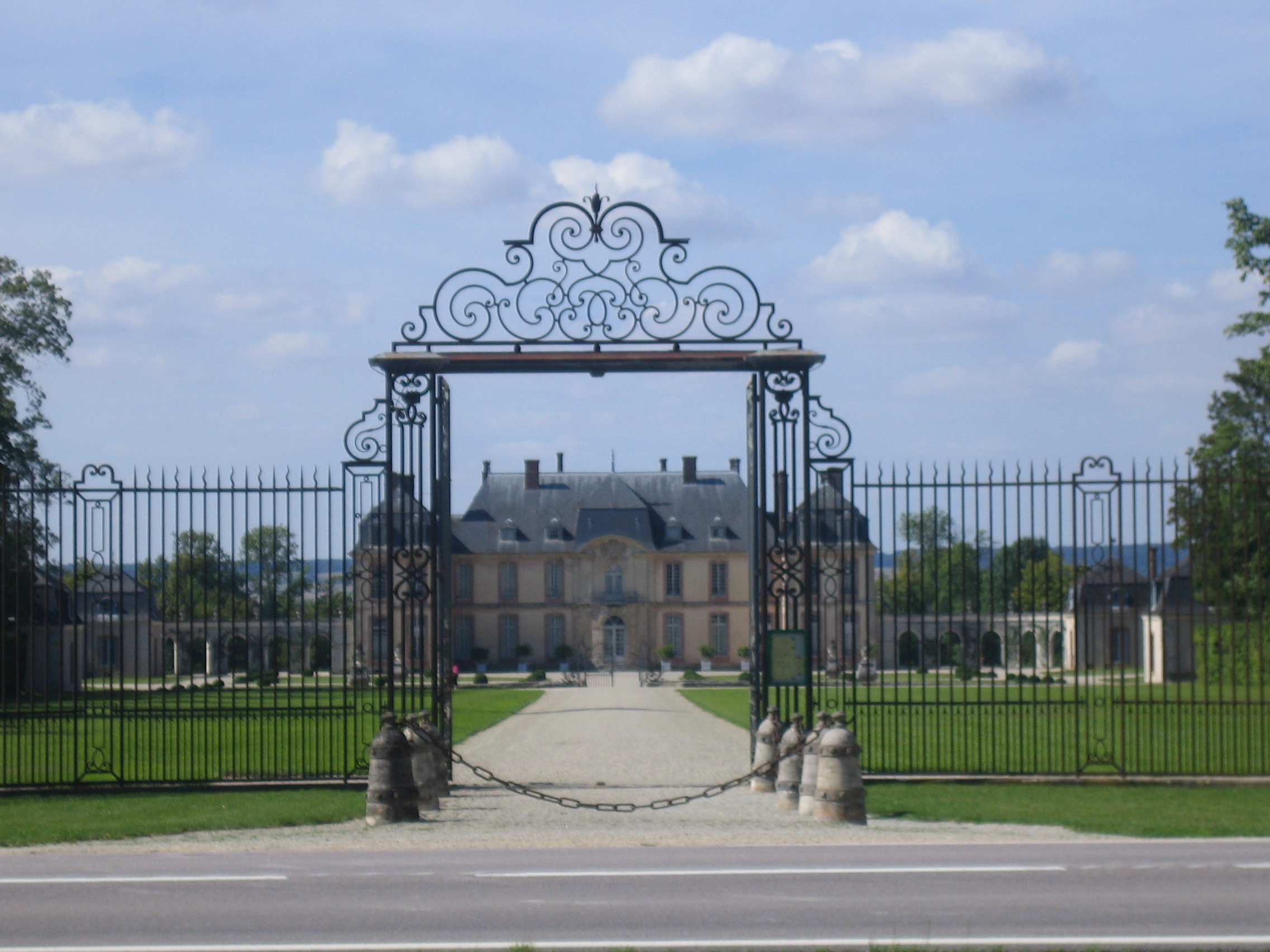
ラ・モット＝ティリー城
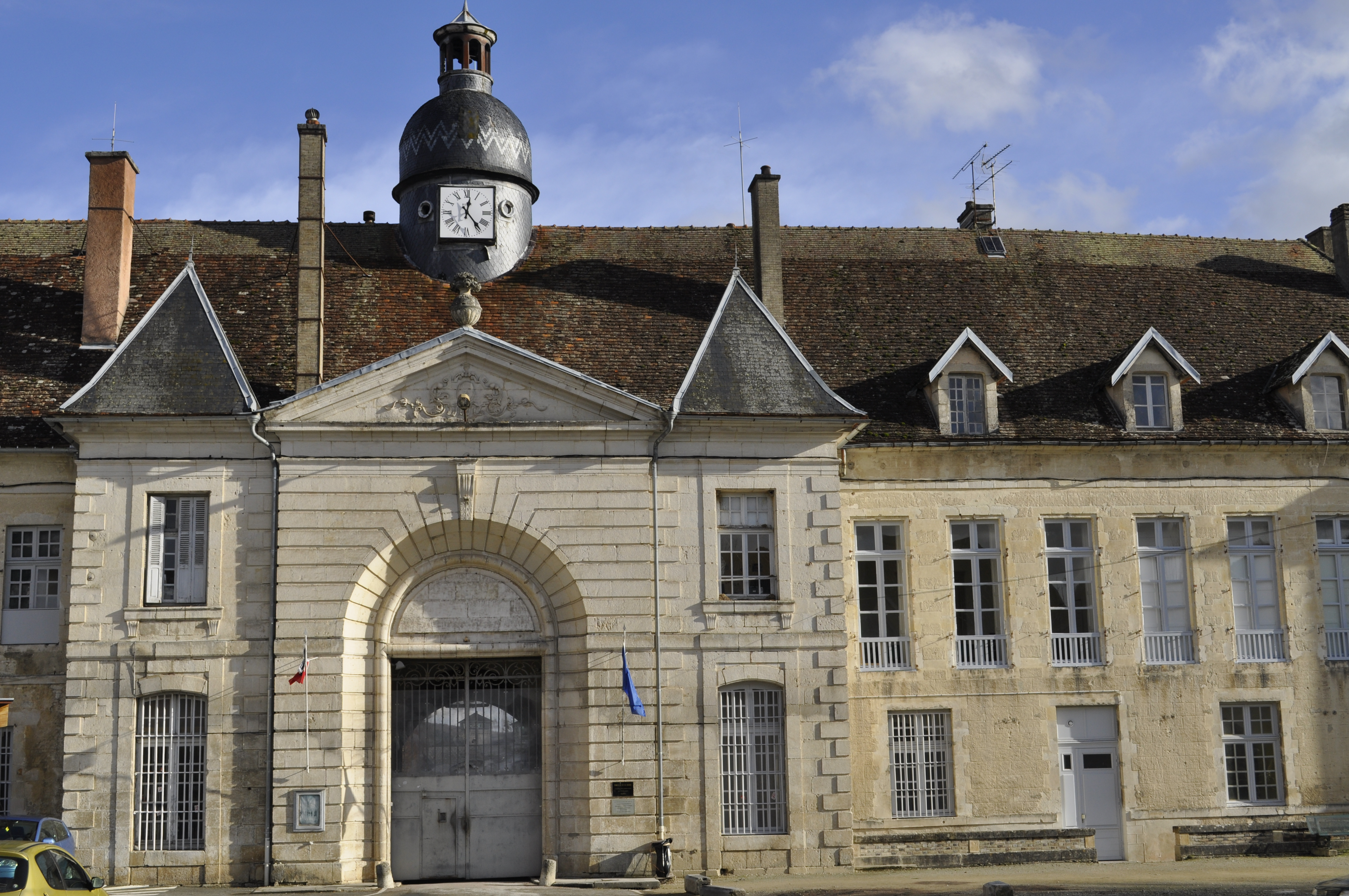
クレルヴォー修道院
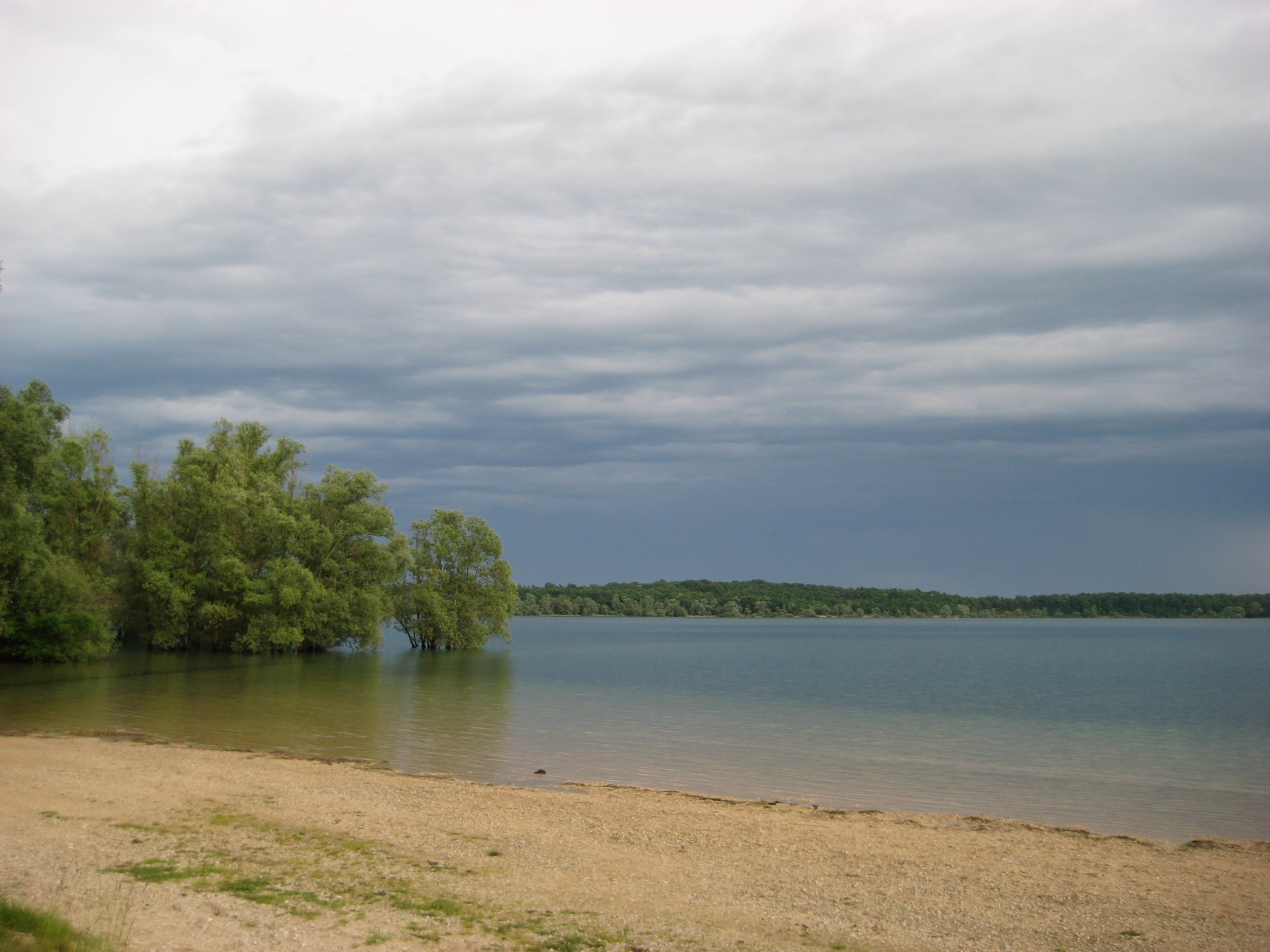
オリアン湖
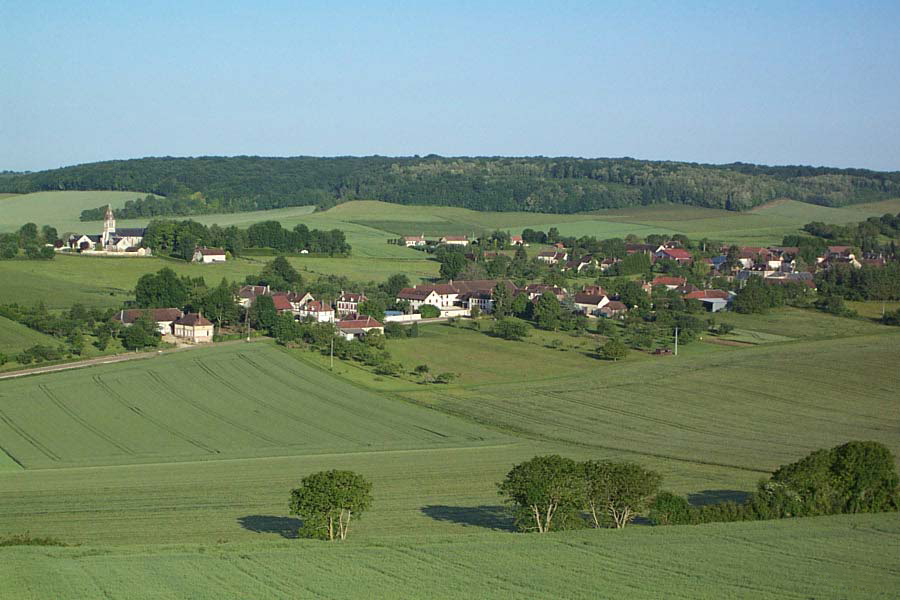
森と畑に囲まれたオー＝ピュイソー

### 参照
1. ↑  La liste complète se trouve dans la Catégorie "Cours d'eau de l'Aube"